# Parque nacional Montes de Hierro
Kutini-Payamu (Montes de Hierro) es un parque nacional en Queensland, Australia, ubicado a 752 km al norte de Cairns, 1940 km al noroeste de Brisbane y 100 km al este de Weipa en la península del cabo York.
Dentro del Parque Nacional se encuentran Iron Range (Reserva de recursos del río Lockhart), el sitio minero de Scrubby Creek y la Comarca aborigen del río Lockhart. Durante la Segunda Guerra Mundial, varias unidades del ejército australiano estuvieron estacionadas en la zona.